# Casa-fàbrica Vermell-Franquesa
La casa-fàbrica Vermell-Franquesa és un edifici situat als carrers del Portal Nou, 31 i d'en Cortines, 8 de Barcelona. Com que no està catalogat, li correspon la categoria D (bé d'interès documental) atorgada per defecte a tots els edificis del districte de Ciutat Vella.

## Història
El 1771, el fabricant d'indianes Pere Vermell i Soler va adquirir en emfiteusi a la comunitat de la casa de Beates de Sant Agustí una finca als carrers del Portal Nou i d'en Cortines (antigament de la Tria Juïga), i el 1772, va demanar permís per a substituir-ne una part de la teulada al primer dels carrers, que amenaçava ruïna, per un terrat, elevant-ne així l'alçada, i novament per a eixamplar-ne una porta fins a 15 pams. El 1773, va demanar permís per a construir un primer pis i posar estenedors al carrer d'en Cortines.
El 1815, després de la mort del seu pare, els germans Pere, Miquel, Rita i Josepa Vermell i Ameller van establir en emfiteusi la propietat a Domènec Franquesa i Pujaló i al seu fill Ramon Franquesa i Fàbregas, fabricants d'indianes. Aquell mateix any, Domènec Franquesa va adquirir en emfiteusi un prat d'indianes a Sant Adrià del Besòs.
El 1821, va demanar permís per a reconstruir la façana del carrer d'en Cortines, segons el projecte del mestre de cases Pere Fiter, i novament el 1827 per a enderrocar la volada de la casa del carrer del Portal Nou i posar-hi una tortugada. El 1828, i per tal d'arrodonir la parcel·la, va fer una permuta amb el seu veí Francesc Trulla, i va fer reconstruir la façana del carrer del Portal Nou segons el projecte del mateix Fiter. Al Padró de fabricants del 1829, la seva fàbrica figurava amb 7 taules d'estampar, i el 1849 hi havia la fàbrica de teixits de cotó de Joan Llimona i la tintoreria de Manuel Borjas.
Aquell mateix any va morir Marianna Franquesa i Barral, filla de Ramon i neta de Domènec, i la finca fou heretada pel seu fill Domènec Call i Franquesa, advocat, que el 1871 la va vendre al metge Joan Rull i Xuriach per un total de 152.900 pessetes, que inclogué la redempció del cens imposat pels germans Vermell i Ameller.
El 1876, Ignasi Ordeix va demanar permís per a instal·lar una caldera de vapor de 4 CV a la seva fàbrica d'aprests del carrer d'en Cortines, 8. Tres anys després, una inspecció hi va trobar algunes deficiències a les instal·lacions, per la qual cosa l'Ajuntament va denegar el permís al seu germà Josep.

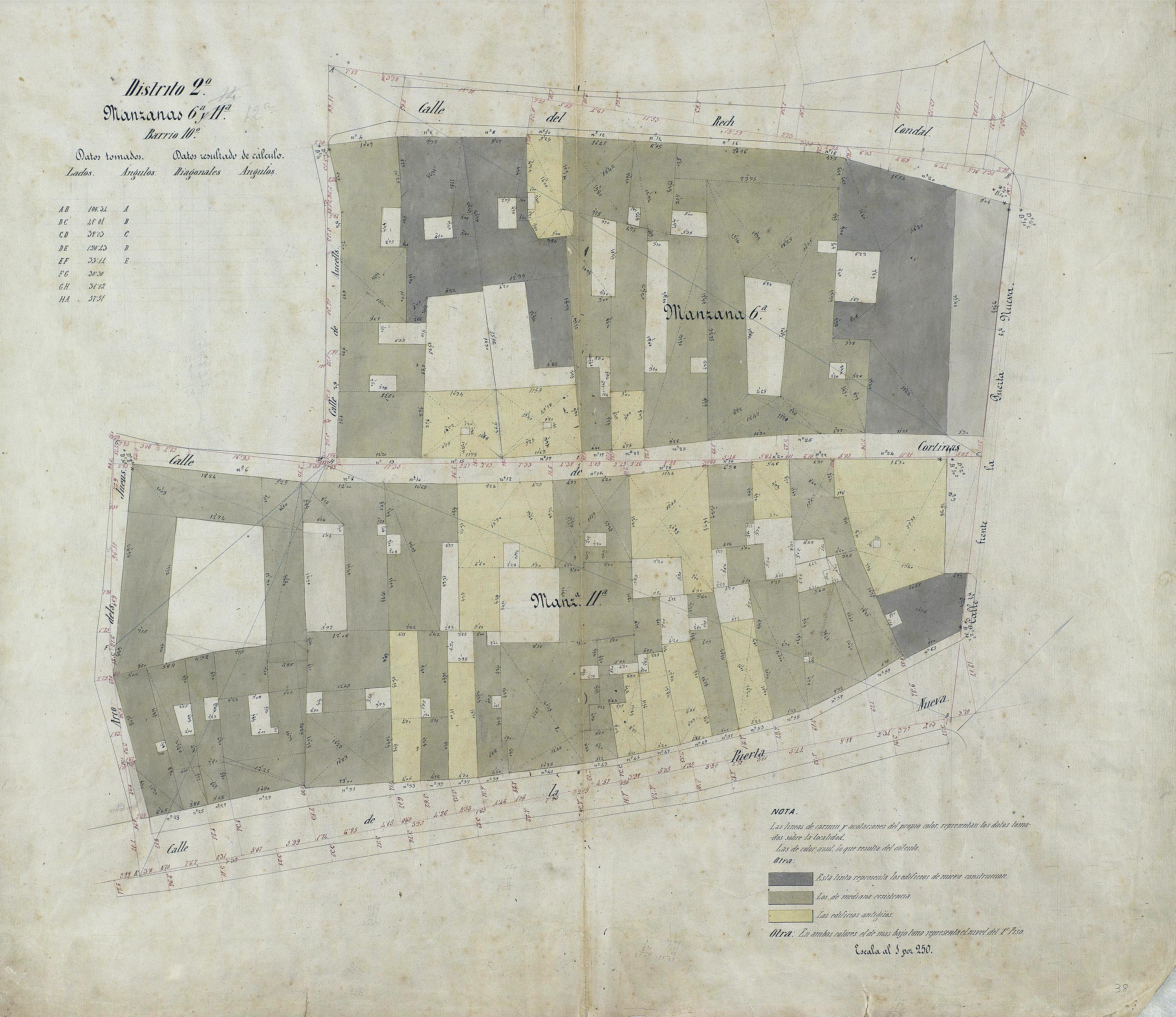
Quarteró núm. 38 de Garriga i Roca (c. 1860)

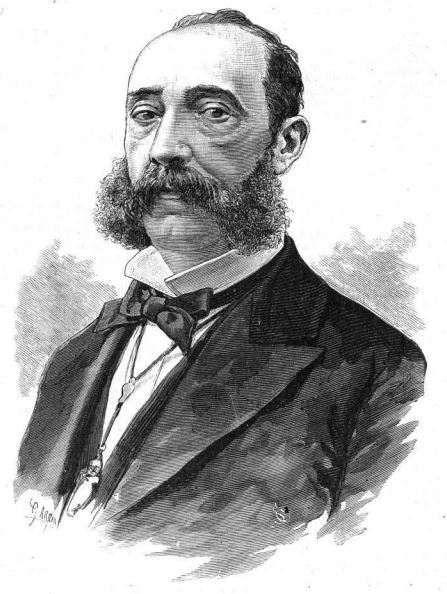
Retrat de Joan Rull i Xuriach